# 이선두
이선두(李善斗, 1957년 5월 28일 ~ )은 대한민국의 정치인이다. 제47대 경상남도 의령군수이다.

## 생애
1957년 경상남도 의령군 부림면에서 태어났다. 의령신반중학교, 부산공업고등학교, 한국방송통신대학교 경제학과, 창원대학교 행정대학원 행정학 석사 과정을 졸업하였다. 부산공업고등학교 졸업 후 1977년부터 지방공무원으로 경상남도청 및 산하 시군 등에서 근무하기 시작하였다. 사천시 부시장 등을 지내고 2015년 명예퇴직하였다. 2018년 제7회 전국동시지방선거에서 자유한국당 후보로 경상남도 의령군수 선거에 출마하여 당선되었다. 2019년 3월 27일 선거법 위반으로 1심에서 벌금 300만원을 선고받으며 군수직 상실 위기에 처하게 되었다. 이후 형량이 그대로 확정되면서 군수직을 상실하였다.

## 학력
- 동림초등학교 17회
- 신반중학교 22회
- 부산공업고등학교 기계과 49회

## 경력
- 2010.02 ~ 2010.09: 경상남도 김해시청 도서관사업소장
- 2010.09 ~ 2011.12: 경상남도 김해시청 문화관광사업소장
- 2012.01 ~ 2014.06: 경상남도청 행정지원국 열린행정과장
- 2014.07 ~ 2015.12: 경상남도 사천시 부시장
- 창녕군법원 조정위원회 위원장
- 창녕행정발전위원회 위원장
- 자유한국당 경남도당 부위원장
- 2018.07 ~ 2020.03 제47대 경상남도 의령군수

## 논란

### 공직선거법 위반
허위사실 공표, 기부행위 금지 위반, 거리행렬, 호별방문 등 공직선거법 위반 혐의로 기소되어 2019년 3월 29일 창원지법 마산지원에서 열린 1심에서 혐의 전부 유죄로 벌금 300만 원을 선고받았다. 2019년 12월 4일 부산고법 창원재판부에서 열린 2심에서도 원심이 유지되었다. 2020년 3월 27일 대법원에서 원심이 확정되어 군수직을 상실하였다.

### 정치자금법 위반 혐의
2018년 제7회 지방선거를 앞두고 의령군이 운영하는 농산물유통기업 ‘토요애’ 유통 자금 6천만원을 선거자금으로 전달받아 무단 사용한 혐의(정치자금법 위반)로 2020년 3월 17일 창원지법 마산지원에서 열린 구속영장 실질심사에서 법정 구속되었다. 2020년 9월 25일 창원지법 마산지원에서 열린 1심에서 징역 10개월을 선고받았으며, 추징금 9천만 원을 명령받았다. 2021년 2월 2일 부산고법 창원재판부에서 열린 2심에서 항소가 기각되었다.

## 역대 선거 결과
| 실시년도 | 선거      | 대수 | 직책 | 선거구      | 정당       | 득표수   | 득표율          | 순위 | 당락 | 비고           |
| -------- | --------- | ---- | ---- | ----------- | ---------- | -------- | --------------- | ---- | ---- | -------------- |
| 2018년   | 지방 선거 | 47대 | 군수 | 경남 의령군 | 자유한국당 | 9,154 표 | \| \| 47.88% \| | 1위  |      | 초선, 민선 7기 |
|          | 47.88%    |      |      |             |            |          |                 |      |      |                |

| 전임 오영호 | 제47대 경상남도 의령군수 2018년 7월 1일 ~ 2020년 3월 27일 | 후임 (권한대행)신정민 (권한대행)백삼종 (재보궐)오태완 |